# 렌티바이러스
렌티바이러스(Lentivirus)는 포유류종에서 긴 잠복기를 특징으로 하는 레트로바이러스의 일종이다. 같은 속에는 인간면역결핍 바이러스가 포함되어 있다. 렌티바이러스는 전 세계에 분포하며 원숭이와 침팬치 등의 유인원, 소, 염소, 말, 고양이, 양과 기타 여러 포유류에 서식하는 것으로 알려져 있다.
렌티바이러스는 상당한 양의 바이러스 DNA를 숙주 세포의 DNA에 넣을 수 있어 비분열 세포를 효율적으로 감염시킬 수 있다. 또한 렌티바이러스는 바이러스의 DNA를 숙주의 생식 계열 DNA에 넣어 숙주의 자손에게도 바이러스를 전염시킬 수 있다.

## 분류
렌티바이러스의 5가지 혈청그룹은 관련된 숙주를 반영하여 분류되고, 영장류 렌티바이러스는 CD4 단백질을 수용체로 사용하고 dUTPase가 없다는 점에서 다른 렌티바이러스와 분류된다.

## 생김새
바이러스로 둘러싸이고, 약간 다형성이다. 또한 구형이며, 직경이 80~100nm이다. 바이러스 외피가 돌출되어 거칠게 보일 수 있으며, 핵양체는 막대 모형이거나 원뿔 모양이다.

## 유전체 조직과 복제
다른 레트로바이러스와 마찬가지로 렌티바이러스에는 5'-gag-pol-env-3' 순서로 바이러스 단백질을 생성하는 gag, pol 및 env 유전자가 있다. 레트로바이러스는 일반적으로 RNA 유전체과 관련된 캡시드 내에 특정 단백질을 운반한다. 이러한 단백질은 일반적으로 유전체 복제의 초기 단계에 관여하며, 효소는 상보적인 DNA 사본의 합성을 위한 주형으로 바이러스 RNA 유전체를 사용한다. Tat는 죽는 동안 개시 및 연장을 강화하기 위해 활성화제 역할을 하고, Rev 반응 요소는 죽은 후 작용하여 mRNA 스플라이싱 및 세포질로의 수송을 조절한다.